# طعمة التميمي
طعمة التميمي (1936–9 شباط/فبراير 1995)، ممثل تراجيدي عراقي، من مواليد محافظة البصرة.

## حياته
بدأ التمثيل عندما كان مدرساً في مسرح ثانوية الملك فيصل في مدينة البصرة، ثم التحق بأكاديمية الفنون الجميلة، و تخرج منها عام 1955، و بدأ حياته الفنية بمسرحية (مروءة مقنعة)، بعدها انتقل إلى بغداد ليعمل في دائرة السينما و المسرح.

## أعماله

### أفلام
- المنعطف 1975، تأليف: غائب طعمة فرمان، إخراج: جعفر علي، تمثيل: يوسف العاني، عبد الجبار عباس، عبد الجبار كاظم، سميرة أسعد، سامي عبد الحميد، سمر محمد، زكية خليفة.[4]
- الرأس 1976، تأليف و إخراج: فيصل الياسري، تمثيل: إبراهيم جلال، عبد الجبار كاظم، فوزية الشندي، قاسم محمد، د.فاضل خليل، سمر محمد، سليم كلاس.
- فيلم سنوات العمر 1976، إخراج: جعفر علي، تمثيل: إبراهيم جلال، خيرية المنصور، أسعد عبد الرزاق.
- فيلم بيوت في ذلك الزقاق 1977، إخراج: قاسم حول، تمثيل: نزار السامرائي، عبد الجبار كاظم، مكي البدري.
- الزورق 1977، تمثيل: سامي قفطان، قائد النعماني، سمر محمد.
- الأسوار 1979، تأليف: عبد الرحمن الربيعي، صبري موسى، إخراج: محمد شكري جميل، تمثيل: غازي التكريتي، سامي عبد الحميد، غازي الكناني، كريم عواد، سوسن شكري، طالب الفراتي، د.فاضل خليل.
- القادسية 1981[5]، تأليف، محفوظ عبد الرحمن، علي أحمد باكثير، إخراج: صلاح أبو سيف، تمثيل:عزت العلايلي، شذى سالم، حسن الجندي، كنعان وصفي، سعاد حسني[6]، ليلى طاهر، هالة شوكت، محمد المنصور.
- الحدود الملتهبة 1984، إخراج: صاحب حداد، تمثيل: قاسم الملاك، هند كامل، مقداد عبد الرضا، كنعان علي، سامي قفطان، نزار السامرائي.
- البيت 1988، إخراج: عبد الهادي الراوي، تمثيل: عبد الجبار كاظم، فاضل خليل، إبتسام فريد، حاتم سلمان، محمود أبو العباس.
- عرس عراقي 1988، تأليف: عادل عبد الجبار، إخراج: محمد شكري جميل، تمثيل: قاسم محمد، مقداد عبد الرضا، هديل كامل، فائز سالم، فاطمة الربيعي.
- بديعة 1989، إخراج: عبد الهادي مبارك، تمثيل: قاسم الملاك، فوزية عارف، سناء عبد الرحمن، راسم الجميلي.
- وجهان في الصورة 1989، تأليف: عبد الباري العبودي، إخراج: حسن الجنابي، تمثيل: أزادوهي صاموئيل، فوزية عارف، باسم الجميلي، مكي عواد، زكية خليفة، مديحة وجدي، عفاف طالب.
- زمن الحب 1991، إخراج: كارلو هارتيون، تمثيل: بهجت الجبوري، خليل الرفاعي، د.فاضل خليل، عواطف السلمان، أمل طه، محسن العلي.
- طائر الشمس 1991، تأليف: جعفر علي، تمثيل: سعدية الزيدي، سوسن شكري، فيصل حامد، كنعان علي.
- الملك غازي 1993، تمثيل: سامي قفطان، فاضل خليل، عز الدين طابو، غازي التكريتي، فيصل الياسري، جعفر السعدي، قاسم الملاك.[7]

### مسلسلات
- بيت أبو خالد 1980، تأليف: عامر الزهير، فيكتور بمبرتون، إخراج: فاروق القيسي، تمثيل: حياة الفهد، سعاد عبد الله، يوسف العاني، عبد الرحمن العقل، محمد المنصور، عاطف شعبان، لطفي عبد الحميد.
- الذئب وعيون المدينة[8] 1980، تأليف: عادل كاظم، إخراج: إبراهيم عبد الجليل، عمانوئيل رسام، تمثيل: خليل شوقي، بدري حسون فريد، إبتسام فريد، قاسم الملاك، فوزية عارف، هند كامل، سليم البصري، مي جمال، سمر محمد.
- النسر وعيون المدينة 1983، إخراج: إبراهيم عبد الجليل، عمانوئيل رسام، تمثيل: خليل شوقي، بدري حسون فريد، قاسم الملاك، سليم البصري، محسن العلي، مقداد عبد الرضا.
- مسلسل ذئاب الليل ج1 1990، إخراج: حسن حسني، تمثيل: سامي قفطان، جواد الشكرجي، حسن هادي، سهير أياد، فارس خليل شوقي، سناء عبد الرحمن، جلال كامل.
- خيوط من الماضي.
- تحت موس الحلاق ج2، تأليف و إخراج: حمودي الحارثي، مساعد مخرج: كريم حمزة، تمثيل: سليم البصري، إبتسام فريد، سهام السبتي، عبد الجبار عباس، صادق علي شاهين، حمودي الحارثي.

## وصلات خارجية
- طعمة التميمي على موقع قاعدة بيانات الأفلام العربية
- الفنون الجميلة
- محمد طعمة التميمي لصحيفة المدى